# Hushållerska

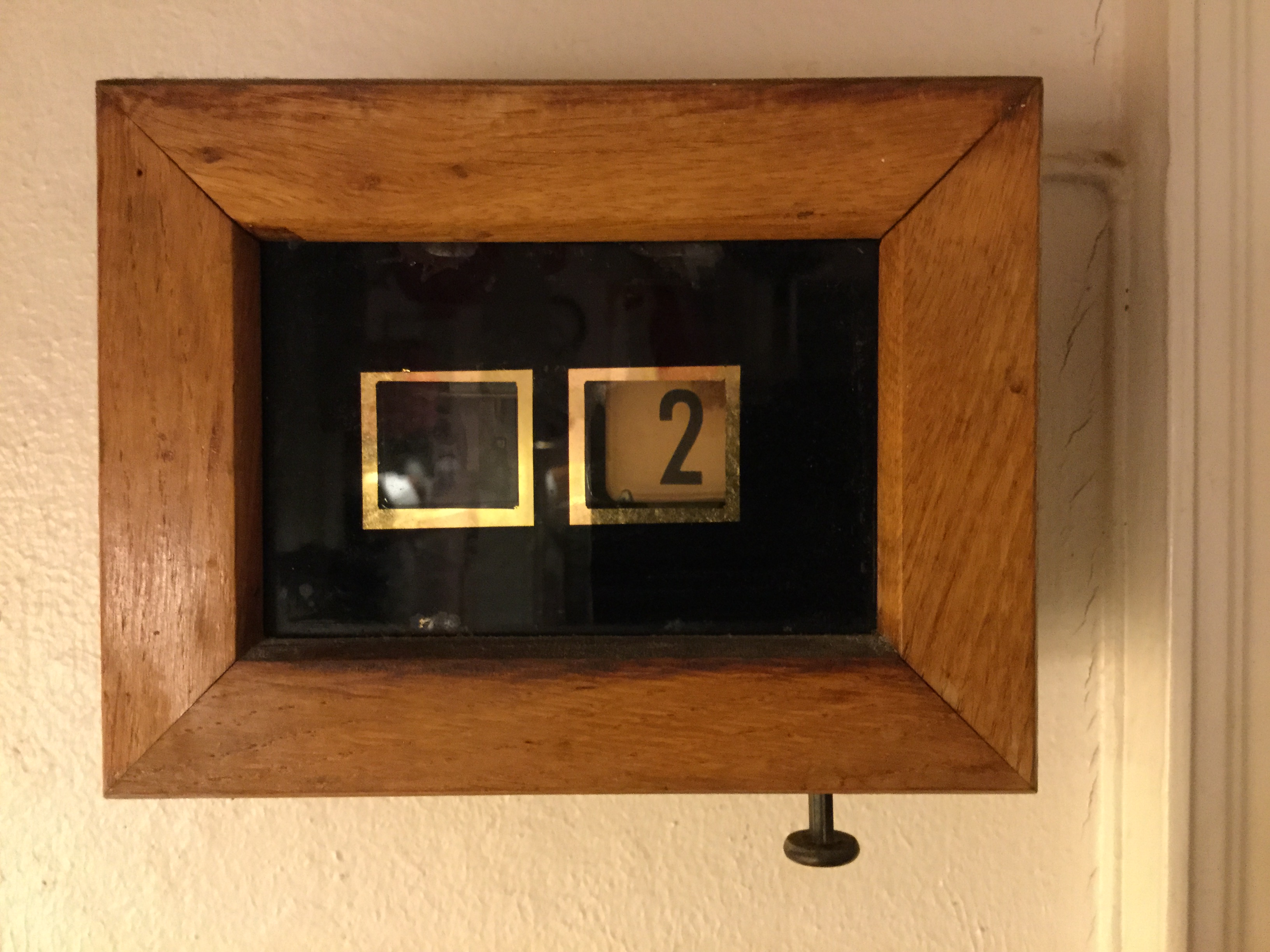
Ringklocka i köket, för att påkalla tjänstefolkets uppmärksamhet.

Hushållerska eller husföreståndarinna, ålderdomligt även husmamsell, är på vissa håll den högsta titeln för flickor och kvinnor som arbetar i familjer.
Om en familj i Sverige hade flera kvinnliga anställda var hushållerskan arbetsledare för de övriga, jämställd med till exempel den manlige butlern hos överklassen i 1800-talets Storbritannien (manliga hushållsarbetare var ovanliga i Sverige).
I Sverige, där manliga inomhustjänare var sällsynta, var hushållerskan normalt sett högst i hierarkin bland tjänarna i ett hushåll hos överklassen: hon stod över de personliga tjänarna (kammarjungfrun, frökenpigorna och barnpigorna), som i sin tur stod över mellanklassen "grad 2" av tjänare (kokerska och husor); som i sin tur stod över "grad 3", pigorna och de tjänare som skötte de grövsta sysslorna. Hushållerskan övervakade de övriga tjänarna men utförde själv inga sysslor, tog order direkt från "frun i huset" och vidarebefordrade hennes order.  I Sverige tilltalades hon oftast mamsell, från husmamsell. Svenska hushållerskor kunde också själva vara från förmögna familjer: Ida Posse (1826-1908), dotter till Fredrik Posse, var hushållerska hos familjen Bonde på Ericsberg, och kunde därför äta vid samma bord som sina arbetsgivare när dessa inte hade gäster.  Annars åt husmamsell vid ett eget bord, vare sig det var i samma rum som de övriga tjänarna eller inte, tillsammans med inspektor, bokhållare och "gäster av lägre rang" som befann sig i en social status mellan adel och tjänstefolk.  På ett flera svenska gods var det också vanligt att en husmamsell hade i uppgift att undervisa borgerliga döttrar i hushållskunskap: dessa flickor var då en slags elever i en informell skola hos husmamsell, räknades inte som tjänare och fick äta vid hennes bord.
Fanns ingen annan hushållspersonal i familjen, var titeln hushållerska oftast, men inte alltid, ett tecken på att personen hade fått betydligt större handlingsfrihet av arbetsgivaren än till exempel en piga/hembiträde/barnflicka och/eller var lite äldre, även om personen förväntades utföra samma sysslor som en piga.
Den person som förr skötte matlagning och städning åt en ungkarl av medelklass kallades oftast hushållerska, eftersom hon ansågs begripa dessa sysslor betydligt bättre än arbetsgivaren, och arbetade därför mycket självständigt. Hon hanterade en hushållsbudget, skötte matinköpen, bestämde vad arbetsgivaren skulle ha till middag, och avgjorde själv när hon behövde städa. I familjer med en person anställd i hushållet, nöjde man sig oftast med en piga/barnflicka/hembiträde, eftersom den icke förvärvsarbetande hustrun skötte hushållerskans ekonomiska sysslor och planeringsuppgifter.
Hushållerska är i dagens Sverige ett ganska utdött arbete i sådan mån att nästan ingen anger det som sysselsättning, även om uppdragets innehåll alltjämt är uppgifter som kan lejas ut mot betalning. Kännetecknade för arbetsuppgiften har varit det hushållsnära arbetet i form av städning, matlagning, vård och omsorg om familjemedlemmar, med oreglerad arbetstid och avtalslösa anställningsförhållanden.

### Fotnoter
1. ↑  ”Betjänt – yrke med framtidsutsikter i Sverige 1966?”. SR Minnen. 17 juni 1966. Arkiverad från originalet den 28 januari 2011. https://web.archive.org/web/20110128092531/http://sverigesradio.se/sida/artikel.aspx?programid=1602&artikel=1597896. Läst 22 januari 2011.  ”Nämns tidigt i programmet”
2. 1 2 3 4  Rundquist, Angela, Blått blod och liljevita händer: en etnologisk studie av aristokratiska kvinnor 1850-1900, Carlsson, Diss. Stockholm : Univ.,Stockholm, 1989